# 25 prairial
25 floréal 25 messidor
Le quintidi 25 prairial, officiellement dénommé jour de la tanche, est le 265e jour de l'année du calendrier républicain.
Il correspond selon l'année :
- soit au 13 juin (de l'an I à l'an VII : 1793 à 1799),
- soit au 14 juin (de l'an VIII à l'an XIII : 1800 à 1805).

## Événements

### An – I
13 juin 1792
- Louis XVI met son veto aux décrets votés par l'Assemblée nationale et renvoie les ministres girondins :

### An I
13 juin 1793
- Alexandre de Beauharnais est proposé pour être nommé ministre de la Guerre, mais il refuse.

### An III
13 juin 1795
- Promotions militaires :
  - Le futur maréchal d'Empire Louis-Alexandre Berthier est nommé général de division.
  - Arnaud Baville est nommé général de brigade à l'armée des côtes de Cherbourg.
  - Jacques Dutruy est nommé général de brigade.
  - Le futur maréchal de France Bertrand Clauzel est nommé adjudant-général chef de brigade.
- Irlande : Theobald Wolfe Tone est contraint de s'exiler aux États-Unis.

### An VIII
14 juin 1800
- Victoire de Bonaparte et de Desaix à la bataille de Marengo, contre l'armée autrichienne.

### An XII
14 juin 1804
- Promotion de la Légion d'honneur (Liste des promus (grands officiers et commandants) : Almanach impérial, Testu, 1810 (lire en ligne), chapitre V : Légion d'Honneur, Ordre des Trois-Toisons d'Or, Couronne de Fer, Ordres Etrangers, Conseil du Sceau des Titres).

## Décès
- Jean-Baptiste Marie Meusnier de La Place (1754 - mort au pont de Cassel (près de Mayence) le 25 prairial an III (13 juin 1793), général de la Révolution, géomètre et ingénieur français.